# Генетична відстань
Генетична відстань — міра генетичної відмінності (дивергенції) між видами, підвидами, або популяціями одного виду. Мала генетична відстань означає генетичну схожість, велика генетична відстань означає віддаленішу генетичну схожість.
Існує багато параметрів, що використовуються для вимірювання генетичної відстані.
В найпростішому випадку генетична відстань між двома популяціями одного виду може бути визначена як різниця в частотах певної ознаки. Наприклад, частота резус-негативних людей становить 50.4% серед басків, 41.2% у Франції і 41.1% у Великій Британії. Генетична відстань між басками і французами становить 9.2%, генетична відстань між французами і британцями становить 0.1% для ознаки резус-негативний. Генетична відстань по кількох ознаках може бути усереднена для обчислення повної генетичної відстані.

## Міри генетичної відстані
Існує кілька способів вимірювання генетичної відстані. Серед них варто виділити такі:

### Індекс фіксації
Це загальноприйнятий метод визначення генетичної відстані. Він приймає мінімальне значення 0 і максимальне 1. Значення 0 говорить про генетичну ідентичність, а величина 1 говорить про те, що дві популяції є різними видами.
Згідно з неодарвіністською концепцією, новий вид виникає в результаті диференціації будь-якої популяції, що належить до нього; точніше кажучи, відбувається поступова дивергенція на рівні генофонду цієї популяції і виду в цілому. В основі цієї дивергенції лежить поступова заміна одних алелей певних генів на інші. В процесі дивергенції двох популяцій все менша кількість генів має алелі, які трапляються в обох популяціях. Коли ж закінчується процес утворення нового виду, для всіх генів існують аллелі, характерні тільки для однієї з популяцій. При цьому генетична відстань стає рівною одиниці і новий вид з морфологічної точки зору стає відмінним від початкового.
На практиці для розрахунків генетичної відстані визначають частоту зустріваності в кожній популяції різних форм ряду білків (при цьому необхідно, щоб кількість досліджуваних білків була достатньою). Число цих форм для кожного певного білка відповідає числу алелей гену, що кодує даний білок. Розрахунок проводиться таким чином. Уявімо собі, що для якогось гена G існує i різних алелей (1, 2, 3 і т. д.). У популяції А ці алелі трапляються з частотою а1, а2, а3 … У популяції В ця частота відповідає b1, b2, b3 … Виходячи з цього, можна обчислити ступінь генетичної схожості даних популяцій з даного гену:
{\displaystyle I={\frac {\sum a_{i}b_{i}}{\sqrt {\sum a_{i}^{2}\sum b_{i}^{2}}}}}
Це рівняння дає можливість обчислити нормалізовану ймовірність того, що два алелі з різних популяцій будуть ідентичними.
Якщо провести подібні розрахунки для n генів, що належать обом популяціям, то можна буде обчислити середню арифметичну величину {\displaystyle \sum a_{i}b_{i}} для кожного з цих генів. Позначимо цю величину {\displaystyle Iab}.
Можна також розрахувати величини {\displaystyle \sum a_{i}^{2}} (позначимо її {\displaystyle I_{a}}) і {\displaystyle \sum b_{i}^{2}} (позначимо її {\displaystyle I_{b}}). У цьому випадку генетична схожість між двома популяціями буде описуватися рівнянням:
{\displaystyle I={\frac {I_{ab}}{\sqrt {I_{a}I_{b}}}}}
Генетична відстань(D) обчислюватиметься за наступною формулою:
| {\displaystyle D=-\ln I} |

Якщо генетична відстань становить 0,62 (саме така відстань між людиною і шимпанзе), то з 100 генів, що належать генофонду обох видів, 62 (тобто приблизно 2/3) мають алелі, що належать лише одному з них. Якщо ж генетична відстань між двома популяціями становить 1, то 100% генів цих популяцій мають алелі, що належать лише до одному з них. Таке відстань відповідає завершенню поступової дивергенції популяції вихідного виду та остаточному відділенню нового виду. Ступінь генетичного розходження між двома підвидами, що відносяться до одного виду, відповідає генетичній відстані, що дорівнює 0,17 −0,22. Генетичне відстань між двома видами-близнюками (тобто популяціями, які не відрізняються за морфологічними ознаками, але не є здатними до схрещування) становить 0,50-0,60.

### Стандартна генетична відстань Нея
Цей метод визначення генетичної відстані базується на припущенні того що генетична різниця виникає за рахунок мутацій і генетичного дрейфу.

### Індекс Каваллі-Сфорза і Едвардса (1967)
Цей метод визначення генетичної відстані базується на припущенні того що генетична різниця виникає тільки за рахунок генетичного дрейфу

### Індекс Рейнольдса, Вейра і Кокерхама (1983)
Цей метод визначення генетичної відстані базується на припущенні того що генетична різниця виникає тільки за рахунок генетичного дрейфу